# 음발라 은졸라
음발라 은졸라(포르투갈어: M'Bala Nzola, 1996년 8월 18일 ~ )는 앙골라의 축구 선수이다. 그의 포지션은 스트라이커로, 현재 프랑스 리그 1의 RC 랑스에서 활약하고 있다.

## 구단 경력
2015년 1월 28일, 은졸라는 4-1로 패한 FC 포르투와의 타사 다 리가 경기에서 교체 투입 되어 아카데미카 드 코임브라에서 프로 데뷔전을 치렀다.
2016년 8월 7일, 그는 레가 프로 클럽 비르투스 프란카빌라 칼초로 이적했다.
2017년 8월 7일, 비르투스 프란카빌라 칼초가 레가 프로 승격 플레이오프에 진출하는 것을 도운 후, 은졸라는 카르피 FC 1909와 4년 계약을 맺고 이적하였다.
2018년 8월 16일, 세리에 C의 트라파니로 한 시즌 임대되었다. 트라파니가 세리에 B로 승격할 경우 완전 영입 옵션이 발동된다. 6월 15일, 그는 트라파니에서 피아첸차를 상대로 첫 골을 넣었고, 트라파니는 세리에 C에서 2년을 보낸 후 세리에 B로 승격되었다.
2020년 1월 13일, 그는 세리에 B의 스페치아로 완전 영입 옵션과 함께 임대되었다.
2020년 10월 7일, 은졸라는 스페치아와 3년 계약을 맺고 이적하였다.

## 국가대표팀 경력
앙골라에서 태어났지만 프랑스에서 자란 은졸라는 두 나라를 대표할 수 있었다.
그가 앙골라를 대표하고 싶다는 의사를 밝힌 지 몇 달 뒤인 2021년 3월, 그는 국가대표팀에 처음으로 소집되었다. 그로부터 며칠 후인 2021년 3월 25일, 감비아와의 2021년 아프리카 네이션스컵 예선 경기에서 앙골라 대표팀 일원으로 데뷔전을 치렀다.

## 사생활
앙골라의 월경지인 카빈다주에서 태어난 은졸라는 어린 시절에 프랑스로 이민을 갔다.